# الفالوجه
الفالوجه (عربی: الفالوجة) روستای فلسطینی هنگام قیمومیت بریتانیا بر فلسطین بود که در ۳۰ کیلومتری شمال شرق شهر غزه واقع شده بود. به این روستا ۴۰۰۰ تن از سربازان مصری، زمان جنگ ۱۹۴۸ وارد شدند. این روستان به مدت چهار ماه توسط نیروهای دفاعی اسرائیل تازه تأسیس، محاصره شد تا در سال ۱۹۴۹ در پی قرار داد آتش‌بس مصر اسرائیل، این روستا به کنترل اسرائیلیان درآمد.